# ای‌جی‌ام-۴۵ شرایک
ای‌جی‌ام-۴۵ شرایک (انگلیسی: AGM-45 Shrike) موشک ضدرادار ساخت ایالات متحده آمریکا است.

## کاربران
- ایران[۱]
- اسرائیل
- بریتانیا
- ایالات متحده آمریکا